# Heng Shan (Shanxi)

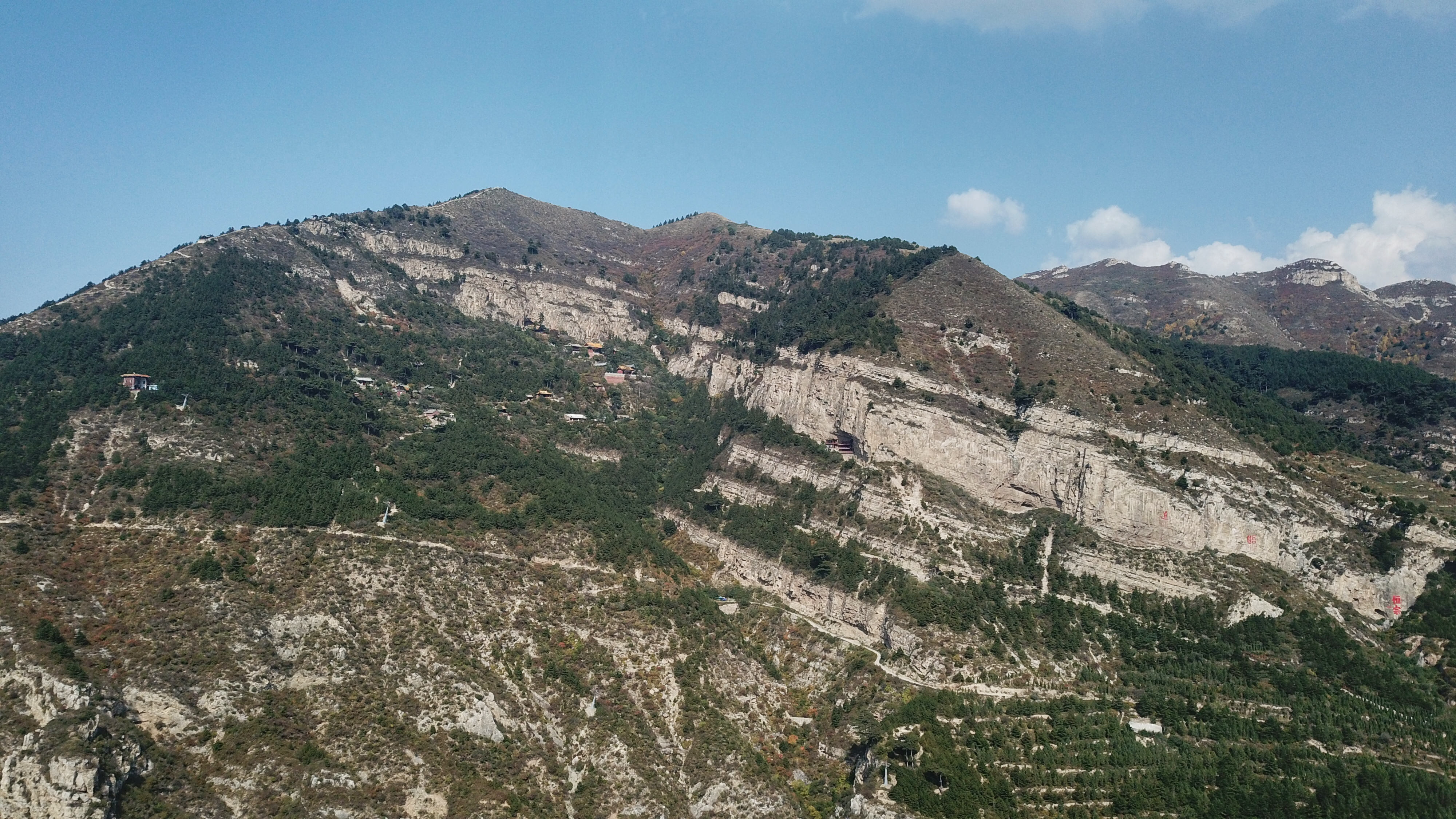
De Heng Shan (vanuit het westen).

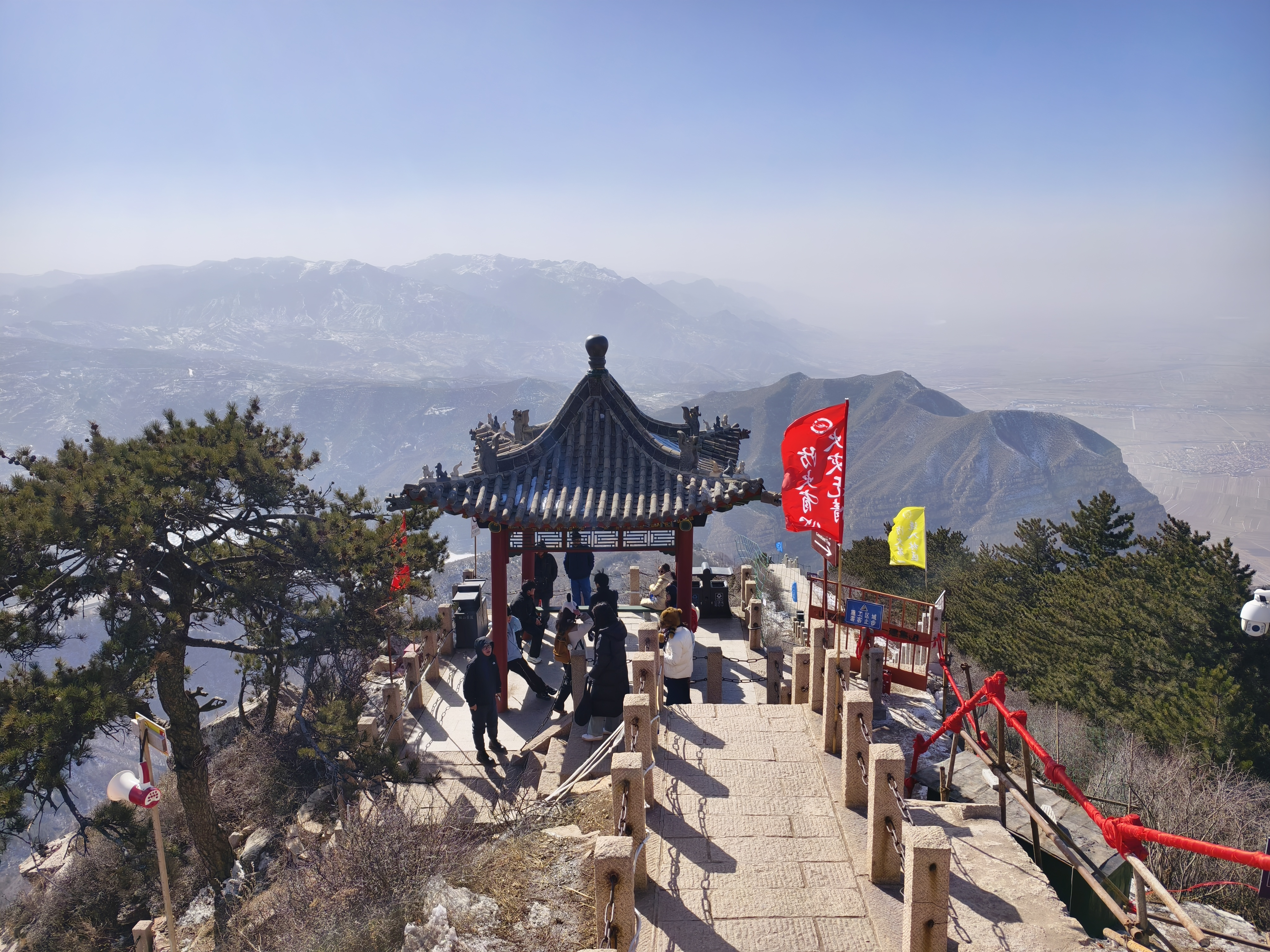
Uitzicht ongeveer 100 meter onder de top, naar het westen toe.

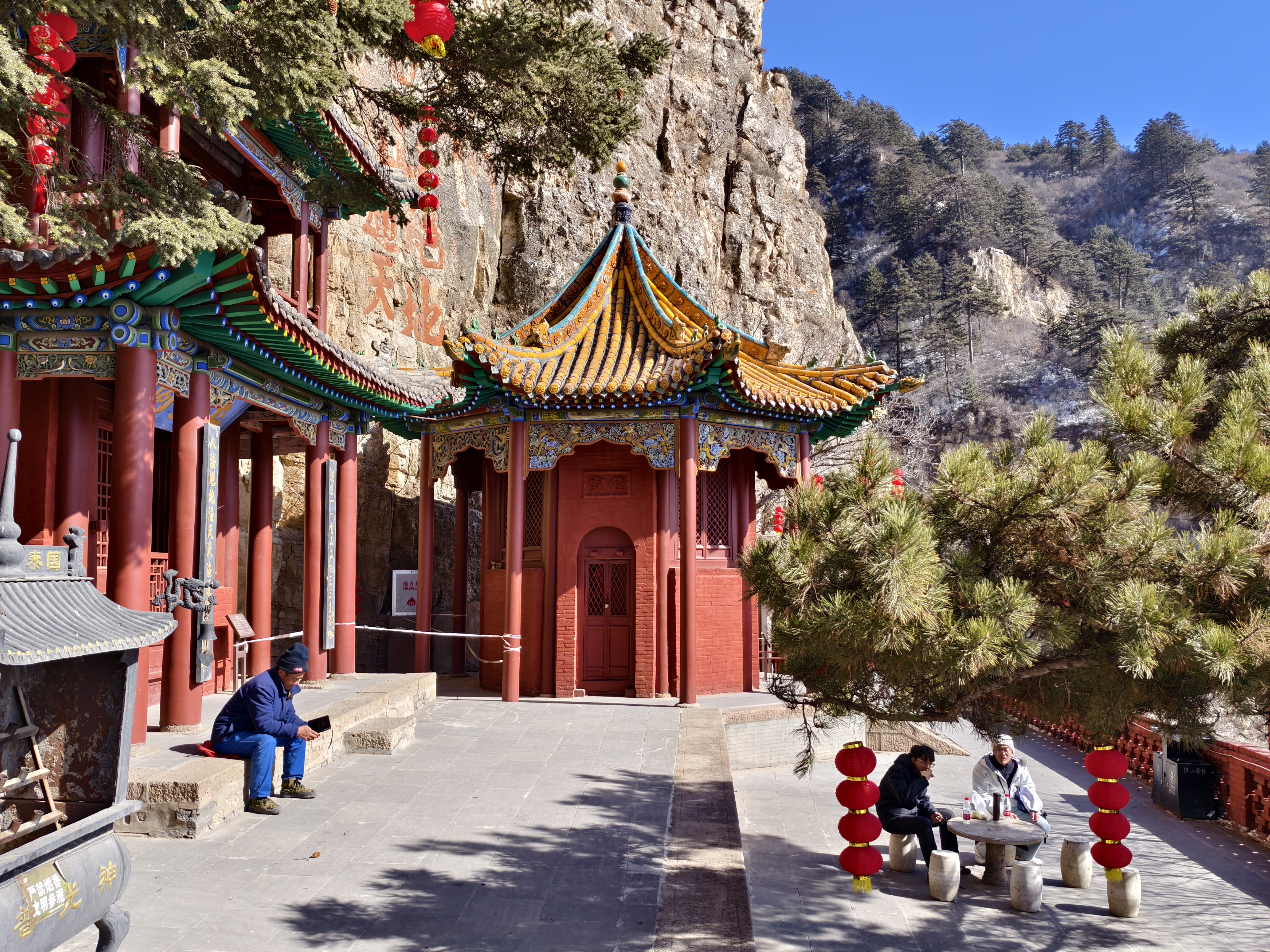
Zhenyuan Dian, een onder een rotswand gebouwde tempel op de Heng Shan.

De Heng Shan (Chinees: 恒山, traditioneel: 恆山, pinyin: héngshān; historische naam: 常山, chángshān; 2016 m) is een bergtop en berggebied in het gebergte van de Taihang Shan, in het noorden van de Chinese provincie Shanxi. De top is in de taoïstische traditie een van de vijf heilige bergen van China, namelijk de heilige berg van het noorden. De berg ligt ongeveer 50 km ten zuidoosten van de stad Datong. Historisch is de naam Heng Shan ook gebruikt voor het hele noordelijke deel van de Taihang Shan, een ongeveer 150 km breed berggebied tussen het westen van Hebei en noordoosten van Shanxi.
Het religieuze en culturele belang van de Heng Shan in Shanxi was historisch minder dan dat van de andere vier bergen. De Heng Shan is nooit een pelgrimsbestemming van nationaal belang geweest en had geen centrum voor de opleiding van Chinese beambten.
Aan de voet van de berg ligt de stad Hunyuan, waar zich de belangrijkste tempel voor rituele verering van de berg bevindt. Langs de route naar de top liggen verscheidene andere heiligdommen, waaronder het "hangende" boeddhistische klooster Xuankong Si, dat aan een bijna verticale rotswand gebouwd is, ongeveer 60 meter boven de dalbodem. Sommige andere tempels op de berg zijn ook langs steile rotswanden gebouwd.
De top van de Heng Shan is bereikbaar over goed onderhouden paden en trappen. Via shuttlebussen en een kabelbaan worden bezoekers vanuit Hunyuan tot ongeveer halverwege de top gebracht.

## Natuur
De Heng Shan verrijst steil boven de vlakte waarin Datong ligt. Het noorden van de Taihang Shan vertoont een basin and range-topografie, waarbij het langgerekte bekken van Datong noordwaarts verzakt is langs een afschuivingsbreuk. De berg zelf bestaat uit zeer oude gneis van de Noord-Chinese sokkel, die in het Archeïcum en Proterozoïcum ontstond. Deze sokkel vormt een scherpe en langgerekte bergketen waarvan de hoogste toppen net boven de 2000 meter uitkomen. Het landschap bestaat uit steile rotswanden met glooiende bergkammen erboven, onderbroken door enkele scherpe kloofdalen. Aan de voet van de bergwand liggen kilometers lange puinwaaiers, plaatselijk ingesleten door rivierloopjes.
Het noordwestelijke lijzijde van de Taihang Shan heeft een droog steppeklimaat. Waar het reliëf vlak is wordt het land gebruikt voor de landbouw. De berghellingen zijn begroeid met struikgewas en bos van eiken, dennen, wegedoorns. Op de lagere hellingen groeien ook essen en lindes. In de lente en het begin van de zomer worden de hellingen roze gekleurd door de bloesems.

## Geschiedenis
Heng Shan had al tijdens de Zhoudynastie religieuze betekenis, zowel in de officiële keizerlijke riten als in het Chinees volksgeloof. De belangrijkste tempel op de berg, Beiyue Miao ("tempel van de noordelijke heilige berg") begon tijdens de Handynastie. Een kleine gemeenschap monniken van de Quanzhendao woont en onderhoudt deze en andere tempels op de berg. In de loop der eeuwen waren er meerdere fases van verval en wederopbouw, maar de berg is zeker sinds de Handynastie ononderbroken in gebruik als pelgrimsoord. 
Vanwege de noordelijke ligging viel Heng Shan in sommige perioden niet altijd in het gebied van de dynastieën die de riten op de berg nodig hadden voor de legitimisatie van hun gezag. Voor de traditionele keizerlijke pelgrimage en offering werd tijdens de Songdynastie een alternatieve bergtop gebruikt ten noordwesten van Quyang in Hebei. Tijdens de Song lag Heng Shan namelijk in het gebied van de Liao. De tempel Beiyue Miao in Quyang is groter en beter bezocht dan de Heng Shan en werd ook na de val van de Liao gebruikt voor rituelen.